# Добын
Добын (каз. Добын) — село в Уйгурском районе Алматинской области Казахстана. Входит в состав Дардамтинского сельского округа. Находится примерно в 50 км к востоку-северо-востоку (ENE) от села Чунджа, административного центра района, на высоте 579 метров над уровнем моря. Код КАТО — 196643300.

## Население
В 1999 году население села составляло 467 человек (230 мужчин и 237 женщин). По данным переписи 2009 года, в селе проживал 551 человек (273 мужчины и 278 женщин).